# Wash-up
Als wash-up oder wash-up-Phase (englisch wash-up period, übersetzt „Abwasch-Phase“) werden die letzten Sitzungstage des Parlaments des Vereinigten Königreichs bezeichnet zwischen der Bekanntmachung des Datums der Parlamentsauflösung und der vorgezogenen Neuwahlen durch den Premierminister oder die Premierministerin und dem Zeitpunkt an dem das Parlament seine Arbeit beendet. Der wash-up dauert in der Regel nur wenige Sitzungstage.

## Hintergrund
Traditionell können im Vereinigten Königreich Gesetzesvorlagen nicht von einer Legislaturperiode in die nächste übertragen werden. Während Gesetzesvorlagen seit 2004 in der nächsten Sitzungsperiode weiter geführt werden dürfen, gilt dies nicht für eine neue Legislaturperiode, bei der das neu gewählte Parlament neu zusammenkommt. Ein Gesetzgebungsvorhaben könnte nach einer Neuwahl allenfalls mit gleichem Inhalt neu begonnen werden.
Während des wash-up versucht die Regierung daher, im Eilverfahren noch offene Vorhaben und Gesetzesentwürfe zu verabschieden, für die sich ausreichende Mehrheiten abzeichnen. Da in diesem Zeitraum nicht genügend Zeit zur Verfügung steht, um die parlamentarische Prüfung in der üblichen Weise abzuschließen, ist die Regierung auf die Zusammenarbeit mit der Opposition angewiesen. Der wash-up verkürzt dabei die parlamentarische Prüfung und Diskussion über einen Gesetzesentwurf aufgrund des Zeitdrucks. Es werden daher häufig Kompromissentwürfe mit Änderungsanträgen durchgesetzt. Manchmal ist die Regierung in den Verhandlungen mit Abgeordneten der eigenen Regierungspartei und der Opposition bereit, bestimmte Gesetzesvorlagen oder bestimmte Klauseln fallen zu lassen, um die Verabschiedung anderer zu sichern. Theoretisch ist es möglich, dass während des wash-up Gesetze mit kürzeren Verfahrensdauern (fiskalpolitische Gesetze wie Appropriation Bills oder Finance Bills) das vollständige legislative Verfahren in beiden Kammern des Parlaments von der Einbringung bis zur Verabschiedung durchlaufen.
Die Anzahl der während des wash-up verabschiedeten Gesetze ist in der Regel zweistellig. In den fünf Parlamenten der Jahre 1983 bis 2005 wurden im Rahmen des wash-up insgesamt 82 Regierungsvorlagen (Government Bills) sowie 29 Abgeordnetenvorlagen (Private Members’ Bills) verabschiedet.

## Kritik
Aufgrund der notwendigen Kompromisse und fehlenden parlamentarischen Sorgfalt im wash-up gab es immer wieder Kritik an dem Verfahren. Den Höhepunkt erreichte diese Kritik, als im wash-up 2010 das Parlament aufgefordert wurde, einen Gesetzesentwurf von Verfassungsrang (Constitutional Bill), den Constitutional Reform and Governance Act 2010, zu verabschieden. Das Gesetz wurde am 8. April 2010 verabschiedet, in den letzten Tagen von Gordon Browns Amtszeit als Premierminister und vor dem Regierungswechsel, der sich aus der Unterhauswahl vom 6. Mai ergab, und trat sofort nach der Verabschiedung in Kraft. In den letzten Tagen vor der Auflösung wurden aufgrund dessen im House of Lords Vorschläge für eine Reform des wash-up gemacht, die sich jedoch nicht durchsetzen konnten.

## Fixed-term Parliaments Act (2011–2022)
Bis 2011 hatte der Premierminister oder die Premierministerin das Recht, der Monarchin jederzeit die Auflösung des Parlaments und damit vorzeitige Neuwahlen vorzuschlagen. Diesem Vorschlag wurde in der Regel entsprochen. Dieses Vorschlagsrecht erlaubte der Regierung, vorzeitige Neuwahlen zu einem Zeitpunkt anzusetzen, der ihr am erfolgversprechendsten erschien. Dementsprechend häufig kam es zum wash-up. Das letzte Mal, dass Neuwahlen angekündigt wurden ohne eine nachfolgende wash-up-Phase war bei den Parlamentswahlen 1924. Das Parlament wurde mit sofortiger Wirkung am 9. Oktober 1924 aufgelöst und die Neuwahlen 20 Tage später durchgeführt. Auch vor den Parlamentswahlen 2001 gab es faktisch keinen wash-up, da das Parlament nach nur sechs Tagen nach der Ankündigung der Neuwahlen, an denen keine Sitzungen stattfanden, aufgelöst wurde.
Seitdem der Fixed-term Parliaments Act 2011 in Kraft getreten ist, wurde das Recht der Premierminister zur Parlamentsauflösung und zum Vorschlag vorgezogener Neuwahlen deutlich eingeschränkt. Die Amtsperiode des Parlaments dauert jetzt grundsätzlich fünf Jahre, mit Neuwahlen jeweils am 1. Donnerstag im Mai, beginnend mit der Unterhauswahl am 7. Mai 2015. Zwar besitzt das Unterhaus ein Selbstauflösungsrecht, allerdings muss der Antrag dazu von zwei Drittel aller Mitglieder des Unterhauses (einschließlich unbesetzter Sitze) angenommen werden. Zu vorgezogenen Neuwahlen kommt es zusätzlich dann, wenn das Unterhaus der Regierung das Misstrauen ausspricht und nicht innerhalb von zwei Wochen einer neuen Regierung das Vertrauen ausgesprochen wird. Zahlreiche Abgeordnete beider Häuser äußerten kurz vor den Wahlen 2015 die Hoffnung, dass im Rahmen dieser Reform das Verfahren des wash-up eine Ende finden würde. William Wallace, Baron Wallace of Saltaire sprach in diesem Zuge von einer „schrecklichen Erfahrung des wash-up“ (“dreadful experience of the wash-up”).
Diese Hoffnung erwies sich jedoch als falsch. Bereits am 18. April 2017 gab Premierministerin Theresa May bekannt, eine Neuwahl des Unterhauses anzustreben, um eine Einigkeit des Unterhauses für die schwierigen Brexit-Verhandlungen zu erreichen. Die Abstimmung im Parlament erreichte die nun notwendige Zweidrittelmehrheit deutlich (522 gegen 13 Stimmen). Vor der Unterhauswahl am 8. Juni 2017 fand daher zwischen der Parlamentsabstimmung über die Neuwahl am 19. April 2017 und der Auflösung des Parlaments am 2. Mai 2017 erneut ein zweiwöchiger wash-up statt. Auch die nächsten Neuwahlen fanden vorzeitig statt: Am 26. Oktober 2019 beschloss das Parlament den Early Parliamentary General Election Act 2019, der eine Auflösung zum 6. November und Wahlen am 12. Dezember vorsah.
Am 24. März 2022 wurde der Fixed-term Parliaments Act 2011 aufgehoben und die Rechtslage vor dessen Erlass wiederhergestellt.